# Bimeda
Bimeda es una parroquia del concejo de Cangas del Narcea, en el Principado de Asturias (España). Alberga una población de 153 habitantes
(INE 2013)
en 67 viviendas
.
Ocupa una extensión de 14,07 km².
Está situada en la zona central del concejo, aproximadamente a 11 km de la capital, Cangas del Narcea.
Limita al norte con las parroquias de Villategil y Piñera;
al oeste, con la de Villarmental;
al sureste, con la de Cibea;
al sur, con las de San Pedro de Arbás y Villacibrán;
al suroeste con la de Naviego;
al oeste con la de Cibuyo;
y al noroeste con la de Berguño
.

## Localidades
Según el nomenclátor de 2013 la parroquia está formada por las poblaciones de:
- Bimeda (lugar): 47 habitantes.
- Bustiello (oficialmente, en asturiano, Bustieḷḷu)[4] (aldea): 6 habitantes.
- Labayos (Ḷḷavachos) (aldea): 10 habitantes.
- Murias de Peronche (Murias de Paronche) (casería): 2 habitantes.
- San Juan del Monte (San Xuan del Monte) (aldea): 7 habitantes.
- San Martín de Bimeda (Samartinu) (casería): 11 habitantes.
- El Valle de los Humeros (El Vaḷḷe los Umeiros) (aldea): 3 habitantes.
- Villaoril de Bimeda (Viḷḷouril de Bimeda) (aldea): 14 habitantes.
- Villar de Bimeda (Viḷḷar de Bimeda) (aldea): 38 habitantes.
- Peña de San Martín (La Pena Samartinu) (casería): 9 habitantes.

El lugar de Bimeda, situado a una altitud de 510 metros, y a una distancia de 11 km de Cangas del Narcea, capital del concejo, se encuentra a la ribera del río Naviego, con un puente romano considerado Patrimonio Regional [cita requerida]y una capilla de visita interesante[cita requerida]. Además, es el lugar de nacimiento del escritor Xosé María Rodríguez[cita requerida], uno de los escritores que está haciendo 'revivir' la lengua asturiana mediante su obra[cita requerida]. La aldea tiene una rica tradición lírica, donde destacan el "Son d'arriba de Bimeda", "La danza de palos" y el "ramo de San Pedro", el cual se canta cada año el día de la fiesta del patrón del pueblo[cita requerida]. En estos últimos años, se ha creado una asociación sin ánimo de lucro conocida como "Mocedá de Bimeda" para que no se pierdan estas costumbres[cita requerida].